# Rubus zhaogoshanensis
Rubus zhaogoshanensis — вид рослин з роду ожина (Rubus). Ендемік для південного сходу провінції Юньнань, в Китаї. Зростає у вічнозелених лісах, на висоті нижче 1600 метрів над рівнем моря.

## Опис
Чагарник заввишки від 0,8 до 1 метра. Гілки коричневі, голі, з вигнутими колючками. Листя непарноперисте. Черешок від 5 до 8 см завдовжки. Листкова пластинка еліптична, іноді еліптично-ланцетна, від 6 до 9 см завдовжки та від 2 до 3 см завширшки, але кінцевий листочок трохи довший за бічні. Суцвіття верхівкові або пазушні, складаються з 2 або 3 квіток, рідше з 5. Приквітки ланцетні або лінійно-ланцетні, розміром 6—8 мм, злегка опушені або голі. Квітконіжка розміром від 1,5 до 2,5 см, гола. Квітки від 1,3 до 1,5 см у діаметрі. Чашолисток знизу голий. Пелюстки білі, довгасті або еліптичні. Плід яйцеподібно-кулястий, від 7 до 10 мм у діаметрі. Цвіте вид з квітня по травень. Плодоносить з червня по липень.